# 双酚C
双酚C（缩写BPC）是一种双酚类化合物，分子式C17H20O2，与双酚A相比，双酚C由邻甲酚而非苯酚合成。